# 赛北紫堇
赛北紫堇（学名：Corydalis impatiens）为罂粟科紫堇属下的一个种。

## 扩展阅读
- 維基物種上的相關：赛北紫堇